# 부르즈 무바라크 알카비르
부르즈 무바라크 알카비르(영어: Burj Mubarak al-Kabir, 아랍어: برج مبارك الكبير)는 쿠웨이트 쿠웨이트시티에 건설 계획 중인 마천루이다. 현재 쿠웨이트 최고층 건물인 알 함라 타워 (412.6m)보다 무려 588.4m나 더 높다. 건설 비용은 약 860억 달러가 될 것으로 추정된다 .

## 같이 보기
- 쿠웨이트의 마천루 목록